# 리드헤시아노 합스
리드헤시아노 델라노 레안드로 합스(네덜란드어: Ridgeciano Delano Leandro Haps, 1993년 6월 12일 ~ )는 세리에 A 클럽 베네치아에서 레프트백으로 뛰고 있는 수리남의 프로 축구 선수이다. 네덜란드에서 태어난 그는 수리남 국가대표팀에서 뛰고 있다.

## 구단 경력
위트레흐트에서 태어난 합스는 수리남계 출신이다. AZ의 유소년 시스템을 거쳐 에레디비시의 레프트백에서 꾸준히 활약하며 입지를 다졌다.
2017년 여름, 그는 페예노르트에 합류했다.  2018년 4월 22일, 페예노르트는 AZ 알크마르와의 2017-18년 KNVB 베커르 결승전에서 3-0으로 승리하며 활약했다.
2021년 8월 31일, 페예노르트에서 정확히 100경기에 출전한 합스는 새로 승격한 세리에 A 클럽 베네치아와 영구 계약을 맺었다. 12일차 홈 경기에서 합스는 로마와의 골라인에서 엘도르 쇼무로도프의 헤딩슛을 곡예적으로 막아냈다. 후반전에 홈팀이 경기를 이어받았기 때문에 중요한 순간이었다.
2023년 1월 31일, 합스는 제노아로 임대 이적했고, 옵션도 구매할 수 있었다. 2023년 8월 29일, 제노아로의 임대는 2023-24년 시즌으로 갱신되었다.

## 국가대표팀 경력
2021년 6월 4일, 합스는 버뮤다와의 경기에서 수리남 국가대표팀으로 합류해 데뷔했다. 그는 6-0 승리에 도움을 주었다. 몇 주 후인 6월 25일, 그는 2021년 CONCACAF 골드컵에서 수리남 국가대표팀에 소집되었다.